# Splash Battle (Walibi Holland)
Splash Battle is een waterattractie van het type splash battle in het familiepretpark Walibi Holland in Biddinghuizen.

## Algemene informatie
Splash Battle is een attractie waarin bezoekers in een bootje over een rails rijden. Elke bezoeker heeft de beschikking over een waterpistool waarmee ze inzittenden van een ander bootje proberen te raken. Ze kunnen ook bezoekers aan de kant raken.
Splash Battle in Walibi Holland werd gebouwd in 2005 door de Preston Barbieri Group en was de eerste attractie in zijn soort. Inmiddels staan er meerdere gelijke attracties in Europa.

## Galerij

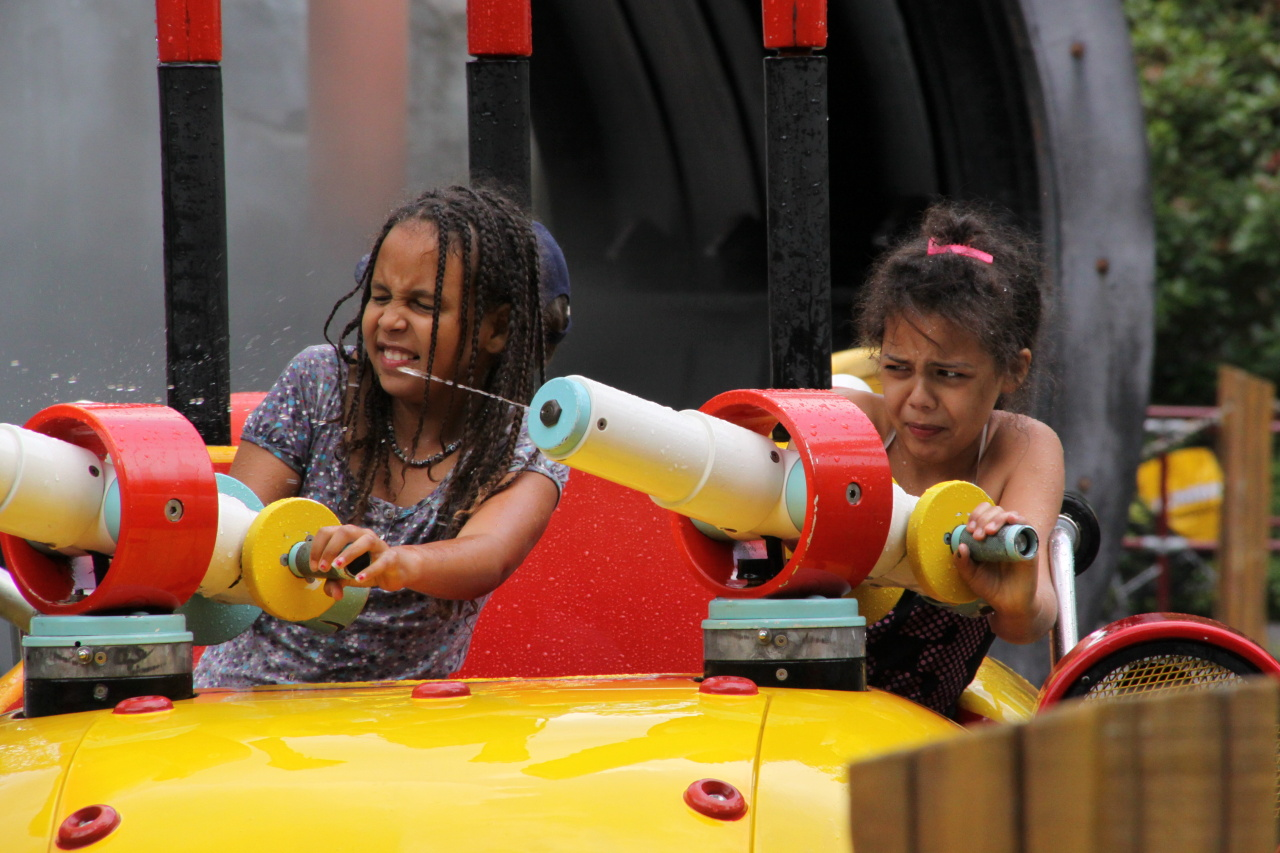
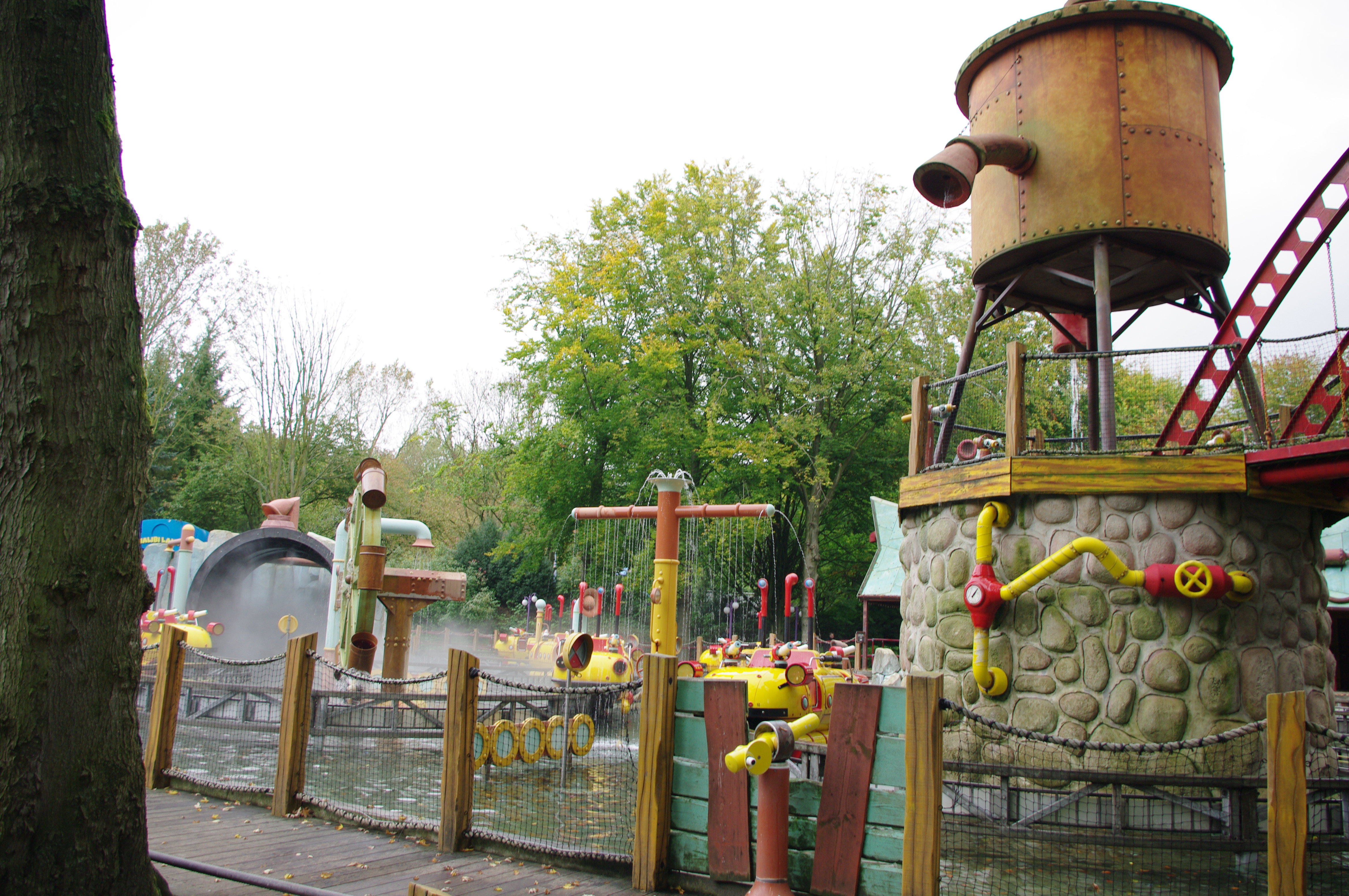
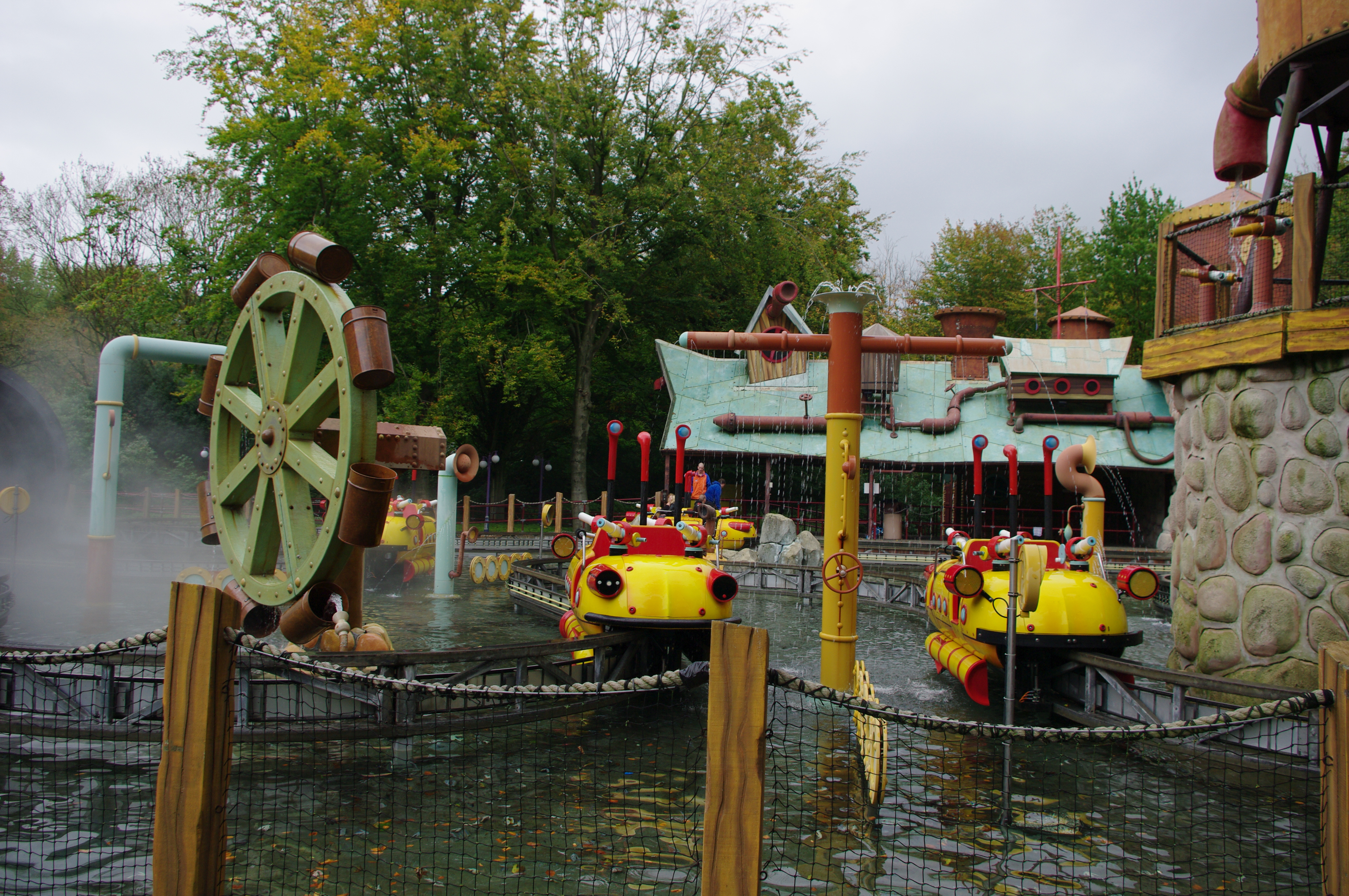

Afbeeldingen · Lijst van attracties